# Afreumenes violaceus
Afreumenes violaceus är en stekelart som först beskrevs av Giordani Soika 1941.  Afreumenes violaceus ingår i släktet Afreumenes och familjen Eumenidae.

## Underarter
Arten delas in i följande underarter:
- A. v. paramelanosoma
- A. v. rugosopunctatus
- A. v. trifasciatus